# Рудольф Тренкель
Рудольф «Руді» Тренкель (нім. Rudolf „Rudi“ Trenkel; 17 січня 1918, Гарцгероде — 26 квітня 2001, Відень) — німецький льотчик-ас винищувальної авіації, гауптман люфтваффе (1945). Кавалер Лицарського хреста Залізного хреста.

## Біографія
В 1936 році вступив в сухопутні війська. В 1939 році переведений в люфтваффе. Після закінчення льотної школи 22 лютого 1942 року зарахований в 3-ю групу 77-ї винищувальної ескадри. Учасник Німецько-радянської війни. Свою першу перемогу здобув 26 березня 1942 року, збивши радянський винищувач І-15. 1 квітня 1942 року переведений в штабну, 15 червня 1942 року — в 2-у ескадрилью 52-ї винищувальної ескадри. 17 грудня 1942 року протягом одного дня збив 6 радянських літаків та довів число своїх перемог до 28. 16 квітня 1943 року збив 5, 2 червня — 4 літаки (загальна кількість перемог — 76). В червні 1943 року переведений в навчальну винищувальну групу «Схід», дислоковану у Франції, але в жовтні повернувся в свою стару ескадрилью. В жовтні 1943 року здобув 18 перемог. 2 листопада 1943 року його літак (Bf.109G-6) був збитий радянським винищувачем Як-9 і Тренкель отримав тяжкі поранення. Після одужання в листопаді 1943 року зарахований в штабну ескадрилью 52-ї винищувальної ескадри. 14 липня 1944 року збив свій 100-й літак. З 15 серпня 1944 року — командир 2-ї ескадрильї своєї ескадри. В жовтні 1944 року протягом 10 днів здобув 12 перемог, а 15 жовтня збив 6 літаків (загальна кількість перемог — 127). 15 березня 1945 року літак Тренкеля (Bf.109G) був підбитий вогнем зенітної артилерії, він був тяжко поранений і до кінця війни вже в бойових операціях участі не брав. Всього за час бойових дій здійснив понад 500 бойових вильотів і збив 138 літаків, в тому числі 130 радянських. В травні 1945 року взятий в полон американськими військами, а потім переданий радянській владі, проте вже через 4 тижні звільнений як тяжко поранений.

## Сім'я
Перебуваючи в американському таборі, 14 травня 1945 року одружився з працівницею допоміжної служби люфтваффе Ідою Зена. Церемонію провів оберст Герман Граф, оскільки за німецькими законами він як командир ескадри мав на це право під час війни. Свідками були майор Адольф Борхерс і гауптман Еріх Гартманн.

## Нагороди
- Нагрудний знак планериста НСФК
- Шнур за відмінну стрільбу
- Медаль «За вислугу років у Вермахті» 4-го класу (4 роки)
- Залізний хрест 2-го і 1-го класу
- Нагрудний знак пілота
- Німецький хрест в золоті (15 січня 1943)
- Почесний Кубок Люфтваффе (1 лютого 1943)
- Лицарський хрест Залізного хреста (19 серпня 1943) — за 75 перемог.
- Нагрудний знак «За поранення» в сріблі
- Авіаційна планка винищувача в золоті